# Roperuelos del Páramo
Roperuelos del Páramo é um município da Espanha na província de León, comunidade autónoma de Castela e Leão, de área 54,25 km² com população de 737 habitantes (2004) e densidade populacional de 13,59 hab/km².

## Demografia
| Variação demográfica do município entre 1991 e 2004 | Variação demográfica do município entre 1991 e 2004 | Variação demográfica do município entre 1991 e 2004 | Variação demográfica do município entre 1991 e 2004 |
| --------------------------------------------------- | --------------------------------------------------- | --------------------------------------------------- | --------------------------------------------------- |
| 1991                                                | 1996                                                | 2001                                                | 2004                                                |
| 982                                                 | 867                                                 | 771                                                 | 737                                                 |